# Fleuve marin côtier
Ne doit pas être confondu avec Fleuve côtier.
Le Fleuve marin côtier (aussi dit FMC ou Fleuve côtier) est une entité hydrosédimentaire et écologique spécifique constitué du panache estuarien de la Seine qui, alimenté par les eaux douces des sept estuaires picards suivants, forme au sein de l’extrémité la Manche orientale un véritable « fleuve marin » qui reste relativement cohérent jusqu'au pas de Calais (là où les courants et l'onde de marée sont les plus forts).

C'est une énorme masse d'eau moins salée, et donc moins dense que celle de la Manche et celle de la mer du Nord, qui longe sur environ deux cents kilomètres la côte vers le nord, poussée par les courants dominants venant de l'Atlantique et par la force de Coriolis. 

La largeur de ce fleuve marin côtier varie selon la marée, selon la saison et les vents. Dans sa partie nord, il jouxte le dispositif de séparation du trafic dans la partie la plus resserrée du détroit. 

La densité, la turbidité, la salinité, la vitesse et l'écologie de ce fleuve marin côtier lui sont spécifiques. Elles varient selon les époques de l'année (cycle saisonnier), mais aussi selon les années (en fonction des conditions météorologiques et de l'utilisation des sols des bassins versants des fleuves qui y débouchent). 

C'est d'abord là que sont retrouvés les polluants venant du continent, ou que se ressentent les premiers effets des efforts de dépollution des eaux de surface.

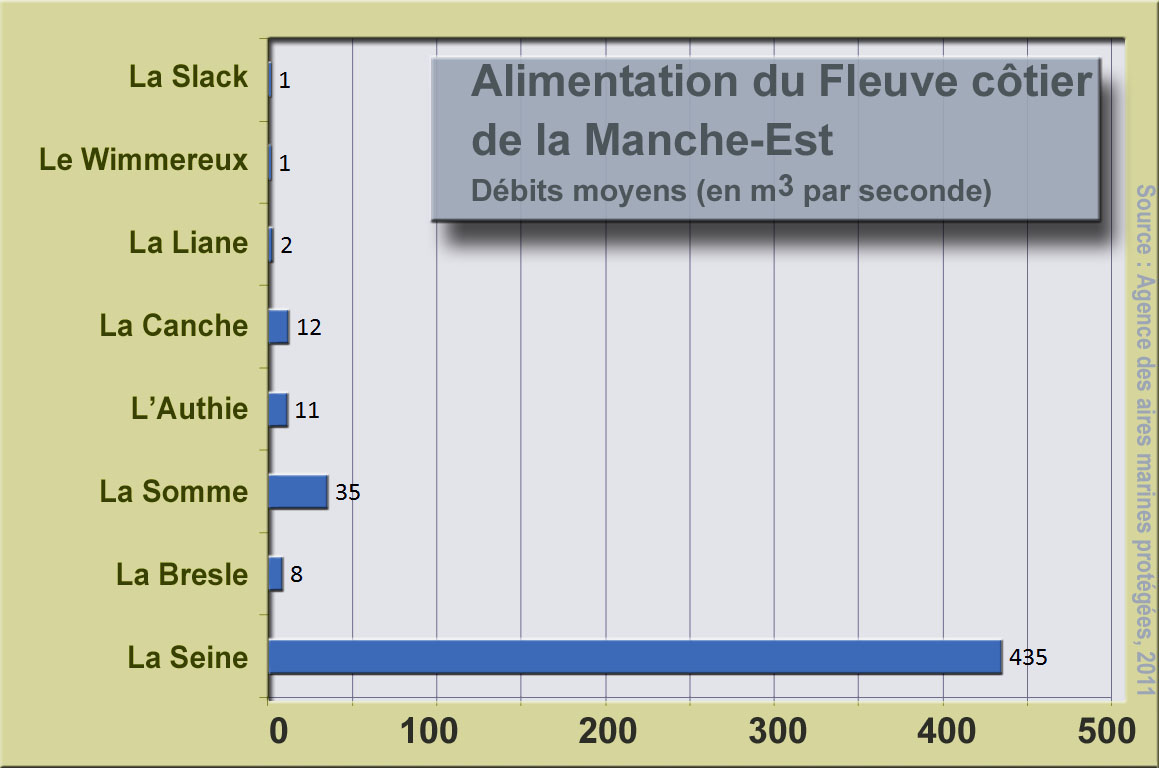
La comparaison des débits qui alimentent le « Fleuve marin côtier » montre l'importance de l'apport initial de la Seine (435 m3/s). Toutefois, la Somme et moindrement la Canche et l'Authie jouent encore un rôle important en rechargeant le fleuve marin côtier en eau douce quand il longe vers le nord les côtes picardes et d'opale et qu'il tend à se diluer dans les eaux de la Manche

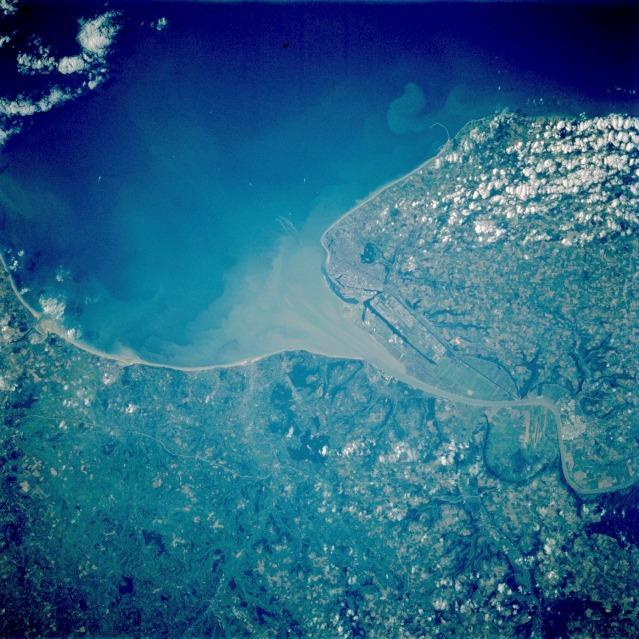
Panache turbide de la Seine sur son estuaire, vu de satellite (Photo NASA)

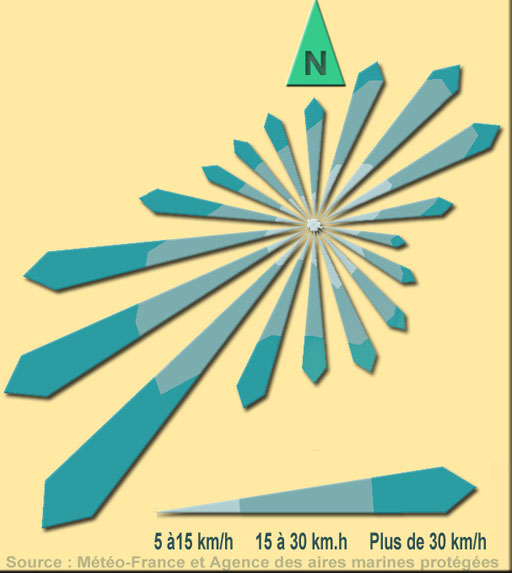
Rose des vents de Boulogne-sur-Mer. Dans cette partie de la Manche-Est, les vents dominants et les plus forts sont globalement parallèles au sens des courants majeurs qui poussent la masse d'eau de la Manche vers la Mer du Nord. Des tempêtes soufflant dans le sens que l'onde de marée peuvent causer des « surcotes » de marée haute, c'est-à-dire une mer plus haute qu'annoncée par le calcul du simple coefficient de marée. Par contre la houle atlantique a eu le temps d'être atténuée, et le goulot du détroit est encadré de falaises, ce qui y limite le risque de submersion marine

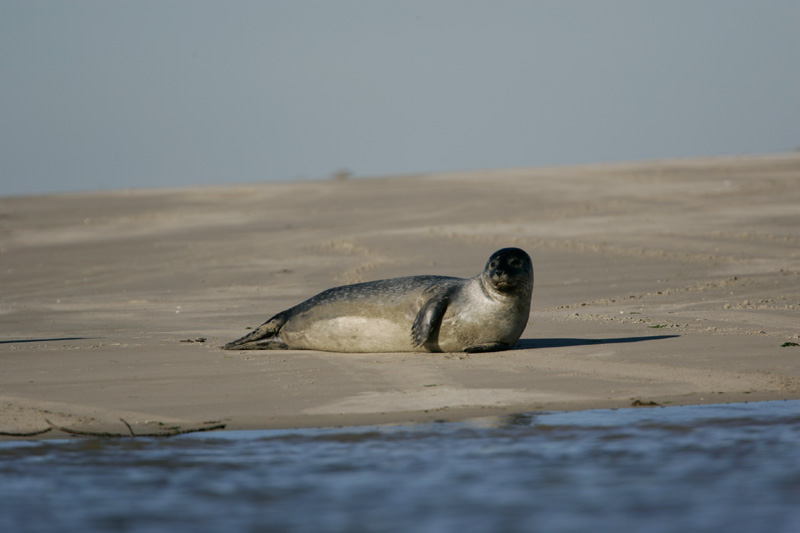
L'un des phoques de la Baie de Somme

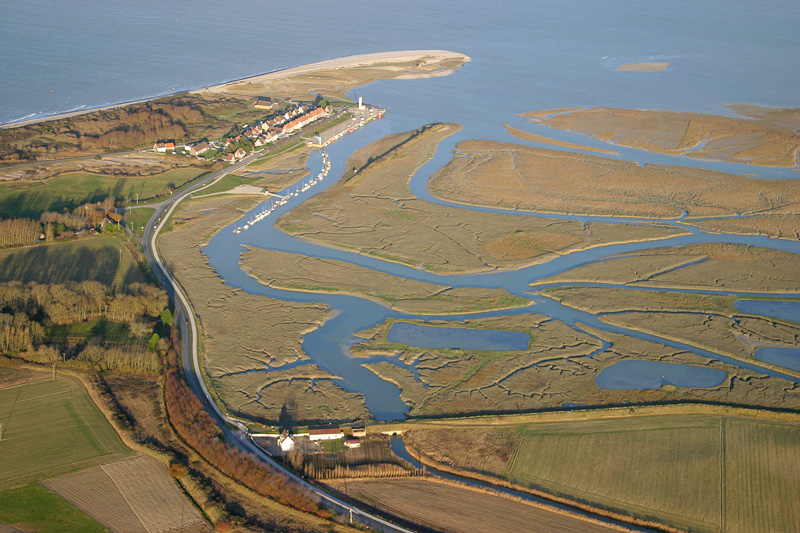
Pointe et port du Hourdel, au Poulier caractéristique des estuaires picards

## Alimentation en eau
Les estuaires qui l'alimentent et l'entretiennent sont (du sud au nord) ceux de 
- la Seine,
- la Bresle,
- la Somme,
- l’Authie,
- la Canche,
- la Liane,
- le Wimereux
- la Slack.

## Économie
- Ce fleuve marin côtier est abondamment pêché, au moins depuis les temps historiques, avec une pêche d'abord artisanale et côtière ; pêche à pied, pêche aux flobards… puis semi industrielle. On y observait autrefois une faune plus nombreuse, dont parfois le thon rouge du Nord (de plus de deux mètres et d'environ deux cents kilogrammes)[2],[3]. 
Les pêcheurs, principalement de Boulogne-sur-Mer, de la baie de Somme et du Tréport se croisent dans les mêmes eaux, parfois avec des pêcheurs étrangers qui disposent  de droits historiques de pêche (jusqu'à six milles des côtes), reconnus par la PCP[4].
- Les vents réguliers et la relativement faible profondeur de la zone la rendent intéressante pour d'éventuels projets éoliens offshore (ex. : projet de parc éolien des deux côtes, en bordure ouest du périmètre d'étude du Parc naturel marin[5]) ou d'exploitation sous-marine de granulats, nécessitant des études d'impact fines étant donné la complexité du milieu et la multiplicité des usages qu'il supporte.
- La conchyliculture s’y est aussi récemment développée.
- Il supporte une activité nautique, sportive et touristique importante.
- Ses ports sont ceux du Havre et du Tréport au sud puis de Saint-Valery-sur-Somme, du Crotoy et du Hourdel, d'Étaples et le Port de Boulogne-sur-Mer plus au nord, autrefois premier port de pêche pour le hareng, et encore premier port en termes de tonnage débarqué.

## Géographie
Il s’écoule vers le nord en s’appuyant sur la façade maritime du département du Pas-de-Calais (côte d’Opale) tout en longeant le dispositif de séparation du trafic (souvent dit « rail ») le plus fréquenté du globe (environ six cents bateaux par jour).

Bien que très turbide et localement polluée, grâce aux courants importants qui l’animent et le longent, son eau reste très oxygénée et caractérisée par une température et salinité (adoucie) presque homogène dans la colonne d'eau, ce qui est propice à une forte productivité organique, tout en limitant l’eutrophisation, qui se traduit par des blooms planctoniques épisodiques, de phaeocystis notamment, mais par les marées vertes qu'on observe de plus en plus sur la façade atlantique ouest et la Manche-Ouest.

## Géomorphologie
C’est le fleuve marin côtier qui modèle les « estuaires picards » en leur conférant une forme typique, en particulier ceux de la Somme, de l'Authie, la Canche et Slack (les estuaires du Wimereux et surtout de la Liane ont eux été très artificialisés. Celui de la liane n'existe plus. Il a été absorbé par le port de Boulogne. 
Ici, le flux marin ne rencontre pas les estuaires de face, mais en venant du sud et en cisaillant le flux d'eau douce, perpendiculairement (hormis au moment des mortes-eaux), entre deux marées : montante et descendante). Le courant peut atteindre plusieurs nœuds, imposant un fonctionnement hydrosédimentaire original qui déforme les estuaires jusqu'à un état d'équilibre hydrosédimentaire (en partie modifié par des travaux de canalisation, curage ou endiguements depuis le XIXe siècle).
Deux syndicats mixtes de collectivités sont géographiquement concernées, côté terrestre, le SMCO au Nord et le Syndicat Mixte Baie de Somme - Grand Littoral Picard, ex-SMACOPI, au sud.

## Hydrodynamisme
L’hydrodynamisme de ce fleuve marin est contrôlé et expliqué par la conjonction de plusieurs facteurs :
- la force de Coriolis qui plaque les eaux sur les côtes françaises, ce qui explique un marnage important côté français (plus de huit mètres en baie de Somme) et faible côté anglais (plus ou moins deux mètres vers l'île de Wight), avec donc des zones intertidales particulièrement étendues de la Somme au Gris-nez, appréciées par les phoques, les conchyliculteurs et la pêche à pied[9] ;
- le régime (crues/étiages) des cours d’eau qui l’alimentent (la Seine essentiellement), il joue beaucoup sur la turbidité liée aux matières en suspension apportées par les fleuves (la turbidité est aussi induite par le courant marin et la quantité de phytoplancton en suspension dans l'eau ;
- le cycle des marées ;
- les vents ;
- les turbulences induites par les fonds (ridens dont l’un est un plateau rocheux, près de Boulogne-sur-Mer, bancs de sable, dunes hydrauliques mobiles ;
- les gyres estuariens et leurs bouchons vaseux ;
- les différences de densité et parfois de température entre eaux douces devenant peu à peu saumâtres et les eaux franchement marines venant de l’Atlantique via la Manche…

Ce « fleuve marin » contribue aux cellules hydrosédimentaires caractéristiques du détroit, ainsi que tantôt à l’érosion du trait de côte et tantôt ou ailleurs au rechargement des plages (transfert sédimentaire). Probablement en raison de la montée des océans induite par le dérèglement climatique, et localement par des aménagements côtiers, la composante érosive est devenue largement dominante (70 % du trait de côte du Pas-de-Calais qui est le département le plus touché en France).
Il échappe en partie aux courants puissants et alternatifs qui animent le centre de la Manche, tout en contribuant à alimenter le courant de flot orienté au nord-est et de jusant orienté au sud-ouest (Cabioch, 1968). La résultante (dérive générale des masses d'eau) est orientée vers le nord-est, avec un différentiel moyen de trois à cinq milles par jour). En sortant de l'entonnoir du détroit, c'est-à-dire après le Cap Gris-Nez le fleuve marin se mélange avec les eaux de la Manche et les apports de la Mer du Nord et de l'Escaut en de  vastes tourbillons, en rotation lente et permanente. Juste après la zone de plus forte amplification de la marée (et des courants de marée, avec 3,7 nœuds en vive eau moyenne). Un vent fort de sud-ouest et une dépression au nord-est peuvent accélérer le déplacement des masses d'eau et occasionner des surcôtes, avec un flux dépassant 150 000 m3 d'eau par seconde, et inversement, ce flux peut être freiné voire parfois inversé par une période de tempêtes venant du nord-est, avec intrusion de l'eau de la mer du Nord et de l'Escaut devant le Pas-de-Calais.

## Températures
Par rapport au reste de la Manche qui est sous influence nettement atlantique, la température de la Manche Ouest est marquée par des amplitudes thermiques plus nettes entre hiver et été (> 10 °C).
Ceci explique la rareté des espèces sténothermes et la présence d’espèces adaptées aux écarts de température importants. 
Plusieurs indices de réchauffement climatiques sont observés, avec au moins depuis les années 1960 l’apparition de plancton plus typique d’eaux chaudes au détriment d’espèces inféodées à des eaux plus froides. 

Une quinzaine d’espèces de poissons remontent peu à peu vers le nord, au fur et à mesure du réchauffement (+1,5 °C depuis la période de remontée en question)

## Biogéographie et écologie
Les écologues et biologistes observent en Manche orientale que ce fleuve marin côtier produit et entretient globalement (il existe des exceptions locales ou temporaires) un gradient prononcé des plages vers le large, pour plusieurs paramètres hydroécologiques majeurs dont : la salinité, la densité, la turbidité ,,,,,, la concentration en nutriments (Gentilhomme et Lizon, 1998), l’abondance phytoplanctonique (Brunet et al., 1996 ; Hoch et Garreau, 1998 ; Lizon et al., 1998 ; Breton et al., 2000) zooplanctonique , et bactérienne , .
Cette masse d’eau en mouvement irrégulier mais en moyenne constant vers le nord entretient un environnement marin d’eaux de transition dont les caractéristiques écologiques et halieutiques sont spécifiques mais encore mal connues et comprises. L'eau du fleuve marin côtier est souvent très turbides et localement dangereuses pour les plongeurs. Les bancs et les dunes hydrauliques peuvent être dans ce secteur très mobiles dans le temps, expliquant que la richesse écologique de ce fleuve marin soit encore mal connue. 
Ce fleuve marin est bien moins riche en frayères que la partie centrale et plus profonde du détroit, mais — notamment dans les estuaires, et leurs gyres (bouchon vaseux) -  il offre en complément à de nombreuses espèces de poissons les nourriceries essentielles à leur survie. 
De plus, il semble lui-même constituer une sorte de « tapis roulant » transportant passivement de nombreuses larves et propagules incapables de nager ou à faible pouvoir de dispersion (corridor biologique sous-marin). C'est aussi un élément de corridor biologique sous-marin pour certaines espèces anadromes (salmonidés migrateurs, anguilles, lamproies fluviatiles…) dont la prise en compte et une certaine protection semble importante pour la gestion durable et intégrée des ressources halieutiques ; 
Les nutriments qu’il contient, apportés par les fleuves pour l'essentiel, expliquent une haute productivité, parfois proche de l’eutrophisation (mais dont les conséquences habituellement visibles telles que marées vertes, zones mortes semblent limitées par le courant qui l’anime. Des blooms saisonniers de Phaeocystis, surveillés par Ifremer, forment néanmoins périodiquement une mousse blanche à jaune-brun sur l'estran, et préoccupent les spécialistes.
La France a mis à jour en 2010-2011 sa stratégie nationale pour la biodiversité et — comme l'impose la Loi grenelle I — travaille à une Stratégie nationale de création d'aires protégées en mer et sur les surfaces émergées incluant les principaux géotopes. Parallèlement, les stratégies marines de l'Europe et de la France évoluent, en s'appuyant sur des modélisations, des atlas et une cartographie écologique des littoraux et milieux marins qui se précisent.

## État des lieux qualitatif
Faute d'archives anciennes suffisantes, son écopotentialité est mal connue. Mais ses richesses actuelles et des indices préoccupants de dégradation (laminaires et fucacées notamment) ont fait considérer cette zone comme d'intérêt prioritaire par la stratégie nationale pour la création d'aires marines protégées,en France métropolitaine.
État halieutique : Depuis l'établissement de quotas de pêche, certaines espèces semblent reconstituer leurs populations, mais d'autres régressent encore de manière très préoccupante (Fucus, laminaire…). Toutes sont vulnérables à une dégradation de la qualité de l'eau. 
On ne peut agir à court terme sur le réchauffement climatique dont les impacts sont observés sur le plancton et le poisson (Sur 90 espèces de poissons, une quinzaine ont remonté vers le nord bien que la température de l'eau n'ait gagné 1,05 °C en moyenne), mais on peut faciliter la résilience écologique de certaine biocénoses. On peut en revanche agir sur certains polluants. Or on sait que la plupart des apports en mer de polluants et déchets marins sont « terrigènes », c'est-à-dire apportés par les fleuves. Une approche écosystémique, coordonnée avec tous les bassins versants concernés est donc nécessaire, qui implique une vision commune et notamment l'aide coordonnée des cinq SAGEs du Delta de l'Aa, du Boulonnais, de la Canche, de l'Authie, de la Somme-Aval (encore en projet en 2011) et de la Bresle, ce qui peut se faire dans le contexte des deux SDAGEs des bassins Seine Normandie et Artois Picardie, approuvés en 2009.
La qualité des eaux de baignade s'est améliorée depuis la fin des années 1980, avec un point noir à Boulogne, qui devrait s'améliorer avec la fermeture de l'usine Comilog. 
La qualité des eaux de conchyliculture est encore préoccupante sur une partie du trait de côte, imposant un traitement de désinfection des coquillages avant leur vente.
Certains polluants (perturbateurs endocriniens, platinoïdes, polluants éventuellement perdus par des munitions immergées, certains pesticides), sont encore mal suivis, pour des raisons techniques et financières ou parce qu'assez récemment identifiés et pas encore considérés comme prioritaires.
Les estuaires, qui sont à l'origine du fleuve marin côtier font tous l'objet d'opérations de protection ou gestion restauratoire. Ils sont pour certains parmi les plus intensivement chassés au monde (Somme, Canche, Authie). Les cartouches à grenaille de plomb y sont depuis peu interdites (remplacées par des cartouches à billes d'acier doux), mais les centaines de millions de billes de plomb dispersées dans le milieu depuis plus d'un siècle peuvent encore être source d'empoisonnement pour les oiseaux qui les mangent. Les cadavres de ces oiseaux sont à leur tour une source de saturnisme animal, avec des impacts écoépidémiologiques locaux, globaux ou différés qui n'ont pas été étudiés dans cette région. 

Un rapport commandé par le gouvernement à l'IGE à la suite de conflits sur l'estuaire de la Seine (Natura 2000, Port 2000) a produit diverses recommandations pour une meilleure gestion des estuaires, et pour mieux y appliquer la directive cadre sur l’eau, le réseau Natura 2000 et le management environnemental des ports (voir aussi Ecoport. Ce rapport recommande notamment la mise en place de « comités d’estuaire » dans les grands estuaires, et d'une structure de type commission locale de l'eau dans les autres.

## Statut, protection
Longtemps ignoré, de même que les habitats sous-marins qu’il irrigue, le fleuve marin côtier est mieux connu depuis les travaux de recherche du Programme européen CHARM I et II, le projet européen MAST, le programme LITEAU (Ministère de l'Écologie et du développement durable), le « Réseau Hydrographique Littoral Normand » (RHLN), le programme d'étude des Impacts Sédimentaires des installations conchylicoles (PISTOLE) et diverses initiatives associatives et scientifiques prises en matière d’intégration des connaissances en Manche orientale, accompagnées par la MIMELepar Nausicaa et certaines collectivités. Le programme scientifique Seine-Aval, porté par un Groupement d’Intérêt Public (GIP) Seine-Aval et accompagnant la mise en place et en œuvre d'une Directive territoriale d'aménagement (DTA) de l'estuaire de la Seine ont permis de mieux comprendre l'origine et le fonctionnement de ce fleuve marin côtier, et dans le cadre des engagements de la France en matière d’aires marines protégées en créant au moins 10 % d’aires marines protégées supplémentaires avant 2012, dont huit nouveaux Parcs Naturels Marins (PNM), avec l’aide de l'Agence des aires marines protégées et parcs naturels marins (AAMP), il pourrait en grande partie être englobé dans l’un des futurs parcs naturels marin français (dit  « Parc naturel marin des estuaires picards et de la mer d'Opale » et plus précisément «  Parc naturel marin à l’ouvert des estuaires picards et en mer d’Opale  », d’abord souvent dénommé  Parc naturel marin des Trois Estuaires  dont le périmètre est soumis à enquête publique en 2011, après trois ans d’études et de concertation sous l’égide de trois préfets et de l’Agence des aires marines protégées.  
Un parc marin n’est pas un outil fort de protection, mais se veut être un bon outil de gestion intégrée des ressources naturelles, dans un esprit de développement durable, en s'appuyant donc sur des connaissances partagées (en grande partie à encore acquérir) et une approche écosystémique (promue par l'Europe, la FAO, l'UNESCO) visant une restauration, protection et gestion équilibrée des ressources naturelles, incluant un processus de « Gestion intégrée des zones côtières ».

## Aspects juridique
Ce fleuve aux frontières, volume et débits fluctuants, sans « rive gauche » matérielle stable n'est pas en soi une entité juridique, mais comme dans toutes les eaux marines de l'Union européenne, la politique commune de la pêche(PCP) s'y applique (depuis 1983).
C'est une des masses d'eau qu'il faut prendre dans la gestion globale des eaux initiées par l'Europe (Directives concernant l'eau (DCE, Directive sur les inondations, les nitrates, les pesticides… et la récente Stratégie marine…). 
 Riche de ses « eaux de transition », il devrait faire l'objet d’actions ou objectifs spécifiques pour l’atteinte du Bon état écologique demandé à tous les États-membres (pour 2015) par la DCE (Directive cadre sur l'eau).
Il est entièrement situé dans les eaux françaises, et pourrait être mieux pris en compte avec la création d'un Parc naturel marin, encore en projet, mais placé dès 2008 sous la triple responsabilité du préfet maritime de la Manche et de la mer du Nord, d'un préfet de région (Picardie) et d'un préfet de département (Pas-de-Calais).
 Un est objectifs du projet de Parc est  « l'observation et à la gestion de la mobilité hydro-sédimentaire, importante pour le bon état des habitats marins et pour conserver le caractère maritime des estuaires ». Le périmètre "de surface moyenne" présenté à l'enquête publique en 2011 est cependant centré sur 7 estuaires picards, dont les trois plus significatifs, et sans aller (dans cette variante du projet) jusqu’au site national des « 2 caps » au nord, et ce périmètre est fortement comprimé au nord. 
L’Agence des aires marines protégées a de 2008 à 2011 soutenu une mission d’étude, en concertation avec tous les acteurs locaux pour préfigurer un parc naturel marin ayant la particularité d’associer les collectivités territoriales et les usagers aux décisions de l’État pour la mer (Autrefois les aspects maritimes relevaient de la seule compétence de l’État). 
L'Agence des aires marines protégées pourra donner son avis sur des projets en cours dans la zone du futur parc marin et sur des projets également d'intérêt public qui pourraient l'impacter.
Localement des enjeux juridiques locaux et internationaux liés à la sécurité maritime, à la pêche, aux aires protégées, ou à l’érosion côtière justifient aussi une parfaite connaissance de son comportement et de ses caractéristiques hydrologiques, hydrosédimentaires, halieutiques et écologiques.
Plusieurs sous-entités écopaysagères importantes de ce fleuve marin sont la bande littorale d'estran, le front dunaires et ses laisses de mer, sa zone de dilution dans les eaux marines qui toutes peuvent abriter des espèces menacées ou d'intérêt européen ou pour la Convention internationale OSPAR.
Il joue un rôle de corridor sous marin et pourrait jouer un rôle de Zones de connexion biologique (ZoCoB) entre les estuaires picards et aider les poissons (anadromes, catadromes et amphidromes notamment) à gagner les estuaires. De ce point de vue, il intéresse le réseau écologique paneuropéen et des outils juridiquement concrets en France tels que la Trame verte et bleue régionale, la nationale (TVB).
Comme tous les fleuves, celui-ci possède un bassin versant très vaste, concerné par plus d'une dizaine de SAGEs et trois SDAGEs qui ne sont néanmoins pas coordonnés. Les réseaux d'alertes et de mesure de la qualité de l'eau, de l'air ou concernant le risque sanitaire ne sont pas non plus coordonnés sur cette zone. Le Parc naturel marin pourra dans une certaine mesure jouer ce rôle de coordination, avec le Projet CAMIS pour les aspects sécurité maritime.
Quelques zones du fleuve côtier ou adjacentes font l'objet de protections, avec : 
- la Réserve naturelle de la Baie de Somme (créée en 1994) incluant le Parc du Marquenterre 
et la Réserve naturelle de la Baie de Canche (créée en 1987) ;
- les sites du réseau Natura 2000 [36] sur cette zone : (FR2200346)[37], (FR2210068)[38], (FR3100481)[39], (FR3112004)[40], (FR3110038)[41] ;
- les sites protégés (incessibles) du Conservatoire du littoral du Nord-Pas-de-Calais-Picardie[42] : Massif du Marquenterre[43], Baie de Somme[44], Baie de La Canche[45] et Baie d'Authie[46] ;
- plus à l'est, le programme Seine-aval vise le bon état écologique de l'estuaire de la Seine.

### Faune
Selon les données synthétisées par le Programme Intereg ARCH et d'autres,, les habitats sous-marins sont nombreux et variés sur les fonds, selon les courants et le type de sédiments (forçage hydrodynamique), on trouve quatre grandes communautés macrobenthiques sédentaires dans cette région (Manche-Est) :
- communauté à forte épibiose sessile sur les cailloutis là où le courant est fort (vers le centre du détroit ou de la Manche) ;
- communauté des graviers et sables grossiers ou gravelles à Amphioxus ;
- communauté des sables moyens dunaires (sous-marins) à Ophelia borealis ;
- communauté des sables fins plus ou moins envasés à Abra alba (faciès variant selon le courant, mais en courant modéré).

À proximité de la côte, dans le fleuve marin côtier moins salé alimenté par la Seine, la Somme et les autres estuaires plus au nord, d'autres communautés ou des variations de ces communautés sont observées, avec des variations importantes de richesses spécifiques et d'abondances.
L’estran de ce fleuve marin abrite aussi l'une des principales colonies de phoques de France, après qu'elle a failli disparaître ; le phoque veau-marin (phoca vitulina) réside et se reproduit à nouveau en baie de Somme et on observe à nouveau des migrateurs tels le phoque gris (halichoerus grypus). 
En mer, le grand dauphin (tursiops truncatus) et  le  marsouin (phocoena phocoena) sont des indicateurs suivis avec attention.
Beaucoup d'oiseaux d'espèces marines et littorales utilisent ce fleuve côtier pour se nourrir comme le  plongeon catmarin, le fou de Bassan, le grand Cormoran, des anatidés (eider à duvet, macreuse noire, macreuse brune, harle huppé), du bécasseau sanderling et de nombreux laridés (mouette mélanocéphale, mouette pygmée, mouette rieuse, goéland cendré, goéland brun, goéland argenté, goéland leucophée, goéland marin, sterne caugek, sterne naine, sterne pierregarin, petit pingouin et guillemot de Troïl. Des espèces rares y sont observées, dont le plongeon arctique, le grèbe jougris, le grèbe à cou noir, le fuligule milouinan, le grand labbe, etc.

Comme les mammifères marins, les oiseaux marins et littoraux jouent un rôle important pour les équilibres sanitaires et écologiques, notamment en éliminant préférentiellement leurs proies malades. Périodiquement, des mortalités importantes dues aux botulisme ou à de petites marées noires sont observées chez les oiseaux. Localement des problèmes de saturnisme aviaire se posent, encore mal évalués, et les taux de métaux lourds ou d'autres polluants (organochlorés, perturbateurs endocriniens, pesticides…) restent préoccupants chez les espèces de la fin de la chaîne alimentaire ou vivant dans les estuaires.
Les lamellibranches sont nombreux. Des populations importantes mais fluctuantes de coques (cerastoderma edule) peuplent les trois estuaires mais aussi certaines zones sablo-vaseuses entre ceux-ci. 

### Flore
Le phytoplancton est constitué de plus d'une centaine d'espèces. 
Les fonds abritent de nombreuses algues fixées et des lichens résistants aux embruns sont présents sur le trait de côte ainsi qu'une flore caractéristique de milieux saumâtres et estuariens régulièrement recouverts par la mer (type prés salés), avec notamment les salicornes, puccinellie, etc. 

Des espèces d'intérêt communautaire (d'intérêt patrimonial européen) sont présentes, dont l'Ache rampante (Apium repens), le Liparis de Loesel (Liparis loeselii qui a là ses principales populations mondiales)… Le lilas de mer ou statice commun (Limonium vulgare miller) s'épanouit dans les dépressions humides hautes des estuaires (semi-protégé).